# Geranoaetus polyosoma
La poiana dorsorosso o poiana della puna (Geranoaetus polyosoma (Quoy & Gaimard, 1824)) è un uccello della famiglia degli Accipitridi diffuso in Sud America.

## Distribuzione e habitat
Questo uccello è diffuso nelle praterie d'altitudine (puna) di Argentina, Bolivia, Cile, Colombia, Ecuador, Paraguay, Perù e Uruguay.

## Tassonomia
Sono note 4 sottospecie:
- G. p. polyosoma (Quoy & Gaimard, 1824)
- G. p. exsul Salvin, 1875
- G. p. poecilochrous Gurney, 1879
- G. p. fjeldsai Cabot, J & de Vries, 2009